# Marvin Molina
Marvin Antonio Molina Benavidez (Nueva Segovia, 21 dicembre 1981) è un ex calciatore nicaraguense, di ruolo difensore.

## Caratteristiche tecniche
Era un difensore centrale.

## Carriera

### Club
Nel 2007 si è trasferito al Real Estelí, in cui ha militato per cinque anni. Nel 2012 è passato al Matagalpa. Nel 2014 si è ritirato.

### Nazionale
Ha debuttato in Nazionale il 26 marzo 2008, in Antille Olandesi-Nicaragua (2-0). Ha partecipato, con la maglia della Nazionale, alla Gold Cup 2009. Ha collezionato in totale, con la maglia della Nazionale, 4 presenze.

## Statistiche

### Cronologia presenze e reti in Nazionale
| Cronologia completa delle presenze e delle reti in nazionale ― Nicaragua | Cronologia completa delle presenze e delle reti in nazionale ― Nicaragua | Cronologia completa delle presenze e delle reti in nazionale ― Nicaragua | Cronologia completa delle presenze e delle reti in nazionale ― Nicaragua | Cronologia completa delle presenze e delle reti in nazionale ― Nicaragua | Cronologia completa delle presenze e delle reti in nazionale ― Nicaragua | Cronologia completa delle presenze e delle reti in nazionale ― Nicaragua | Cronologia completa delle presenze e delle reti in nazionale ― Nicaragua |
| Data                                                                     | Città                                                                    | In casa                                                                  | Risultato                                                                | Ospiti                                                                   | Competizione                                                             | Reti                                                                     | Note                                                                     |
| ------------------------------------------------------------------------ | ------------------------------------------------------------------------ | ------------------------------------------------------------------------ | ------------------------------------------------------------------------ | ------------------------------------------------------------------------ | ------------------------------------------------------------------------ | ------------------------------------------------------------------------ | ------------------------------------------------------------------------ |
| 26-3-2008                                                                | Willemstad                                                               | Antille Olandesi                                                         | 2 – 0                                                                    | Nicaragua                                                                | Qual. Mondiali 2010                                                      | -                                                                        | 46’                                                                      |
| 24-1-2009                                                                | Tegucigalpa                                                              | Honduras                                                                 | 4 – 1                                                                    | Nicaragua                                                                | Qual. Gold Cup 2009                                                      | -                                                                        | 85’                                                                      |
| 29-1-2009                                                                | Tegucigalpa                                                              | Nicaragua                                                                | 2 – 0                                                                    | Guatemala                                                                | Qual. Gold Cup 2009                                                      | -                                                                        |                                                                          |
| 12-7-2009                                                                | Glendale                                                                 | Panama                                                                   | 4 – 0                                                                    | Nicaragua                                                                | Gold Cup 2009                                                            | -                                                                        | 61’                                                                      |
| Totale                                                                   |                                                                          | Presenze                                                                 | 4                                                                        |                                                                          | Reti                                                                     | 0                                                                        |                                                                          |